# Gymnobela frielei
Gymnobela frielei é uma espécie de gastrópode do gênero Gymnobela, pertencente a família Raphitomidae.